# NGC 3667A
NGC 3667A في الفهرس العام الجديد، هي مجرة، تقع في كوكبة الباطية. وقد أضيفت لاحقًا إلى الفهرس العام الجديد.

## روابط خارجية
- NGC 3667A على موقع ويكي سكاي: DSS2, SDSS, GALEX, IRAS, Hydrogen α, X-Ray, Astrophoto, Sky Map, Articles and images